# Tim Barry
Pour les articles homonymes, voir Barry.
Tim Barry, né le 15 juin 1974 à Cork, est un coureur cycliste irlandais. Devenu par la suite directeur sportif, il exerce cette fonction au sein de la formation Aqua Blue Sport jusqu'en 2018, date de la disparition de l'équipe.

## Palmarès
- 2001
  - Tour d'Ulster
- 2002
  - 2e du Des Hanlon Memorial
- 2003
  - Tour d'Ulster
  - 2e du championnat d'Irlande du critérium
  - 3e de la Rás Mumhan
- 2004
  - 1re étape du Tour d'Ulster
  - Rás Connachta
  - 3eb étape des Surrey League Five Days
- 2005
  - 2e du Des Hanlon Memorial
- 2010
  - Rás Mumhan
- 2011
  - Shay Elliott Memorial Race
- 2013
  - 2e étape de la Rás Mumhan

## Classements mondiaux
| Année           | 2005 |
| --------------- | ---- |
| UCI Europe Tour | 758e |